# Friedrich Merz
Pour les articles homonymes, voir Merz.
Friedrich Merz, né le 11 novembre 1955 à Brilon (Rhénanie-du-Nord-Westphalie), est un homme d'affaires et homme d'État allemand membre de l'Union chrétienne-démocrate d'Allemagne (CDU). Il est chancelier fédéral depuis le 6 mai 2025.
Il est député européen de 1989 à 1994 et membre du Bundestag entre 1994 et 2009. Il préside à partir de 2000 le groupe CDU/CSU à la chambre basse, avant d'être écarté en 2002 par Angela Merkel, par la suite considérée comme son éternelle rivale.
Tenant d'une ligne libérale-conservatrice, il est candidat sans succès à la présidence de la CDU lors des congrès de 2018 et de janvier 2021, mais l'emporte largement en décembre 2021. Réélu au Bundestag, il reprend la tête du groupe CDU/CSU.
Il conduit la CDU/CSU lors des élections fédérales de 2025, qui voient le camp conservateur redevenir la première force politique d'Allemagne. Il accède ensuite à la direction du gouvernement fédéral après avoir formé une coalition noire-rouge avec le Parti social-démocrate.

## Situation personnelle

### Famille et origines
Son père, Joachim Merz, est juge et homme politique, membre de l'Union chrétienne-démocrate d'Allemagne (CDU). Sa mère, Paula Merz, née Sauvigny, appartient à une vieille famille de notables rhénans d'origine française et huguenote, établie au XVIIIe siècle à Brilon, et à qui la ville doit la maison historique Sauvigny.
Son grand-père maternel, Josef Paul Sauvigny (de), a été maire de Brilon et a rejoint la SA en 1933 et le parti nazi en 1938,.
Son père Joachim est enrôlé dans la Wehrmacht à l’âge de 17 ans, puis emprisonné pendant quatre ans en Géorgie soviétique. Après la Seconde Guerre mondiale il devient juge dans la zone d’occupation américaine avant de diriger plusieurs procès à Arnsberg contre des personnes ayant exercé des fonctions durant la période nazie. Il est ensuite juge au tribunal régional de cette ville.

### Études et vie privée
Friedrich Merz est un élève médiocre : il redouble au lycée et est renvoyé pour des raisons disciplinaires.
Il est de confession catholique. Marié en 1981 à Charlotte Gass, il est père de deux filles et d'un fils.

## Parcours politique

### Député européen

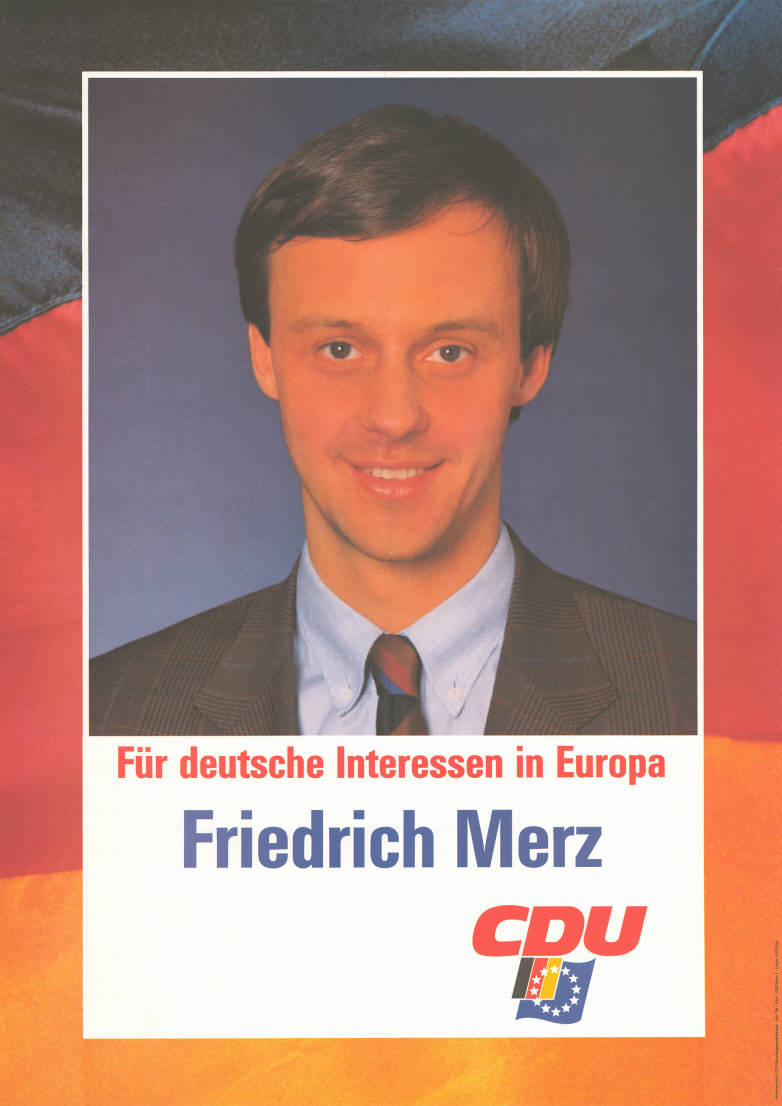
« Pour les intérêts allemands en Europe », affiche de campagne de Friedrich Merz en 1989.

Il est député au Parlement européen de 1989 à 1994, siégeant au groupe du Parti populaire européen et à la commission économique, monétaire et de la politique industrielle.

### Président de groupe au Bundestag
Au Bundestag, où il est élu en 1994, Friedrich Merz suit une ligne classée à la droite de la direction du parti.
En février 2000, il devient président du groupe CDU/CSU au Bundestag en remplacement de Wolfgang Schäuble. Il est évincé de ce poste par Angela Merkel, décrite comme son « ennemie intime », qui le remplace après les élections fédérales de 2002. Il se tient dès lors à l'écart de toute fonction de premier plan et quitte la vie politique en 2009.

### Reconversion en homme d'affaires
Après son retrait de la politique, il rejoint un cabinet d’avocats d’affaires de Düsseldorf. Il devient membre du conseil de surveillance de la filiale allemande de la banque HSBC, président du conseil de surveillance du fabricant de papier Wepa, du fabricant suisse de matériel ferroviaire Stadler, de l'aéroport de Cologne-Bonn, ainsi que de la filiale allemande de BlackRock, plus grand fonds d’investissement au monde.

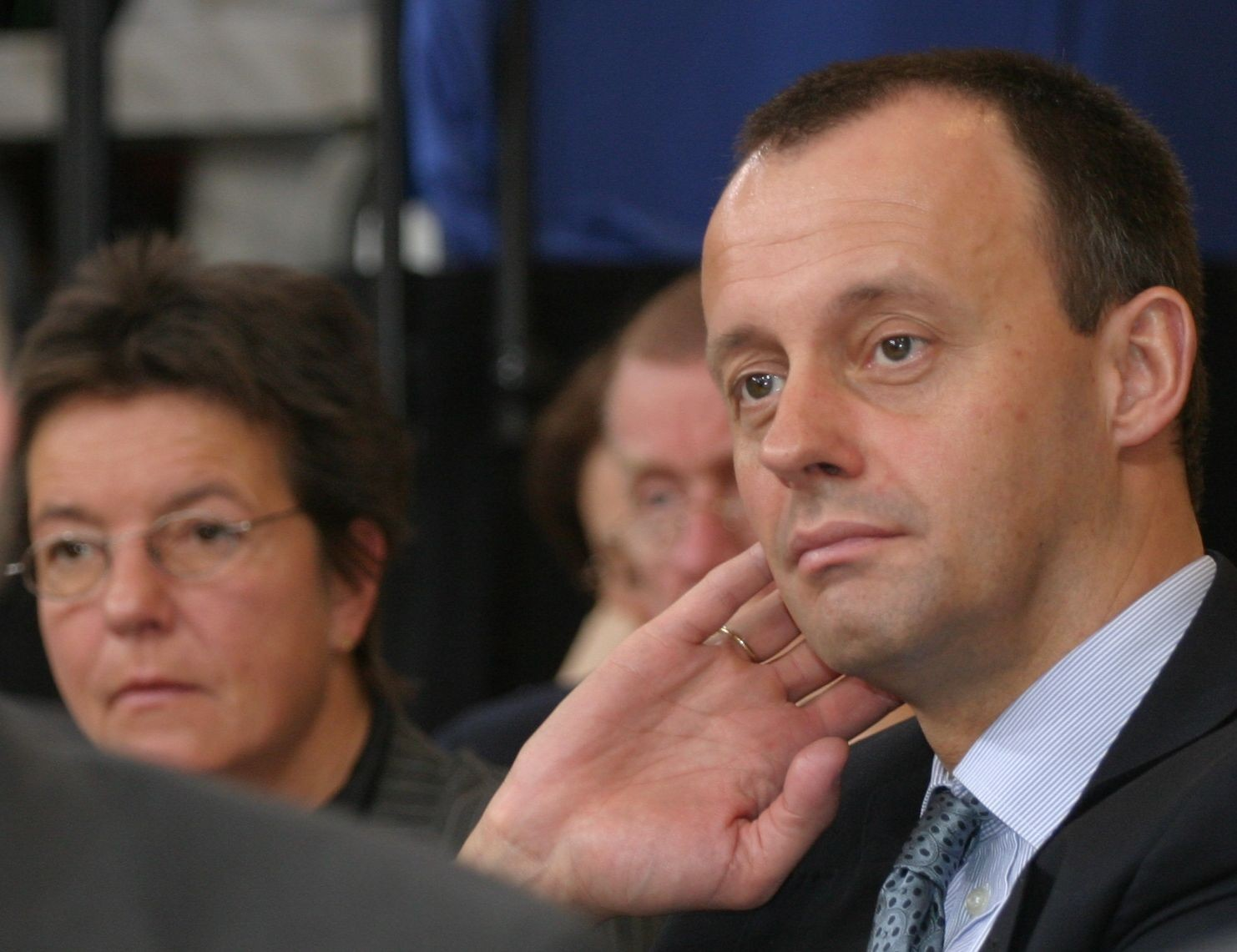
Friedrich Merz en 2004.
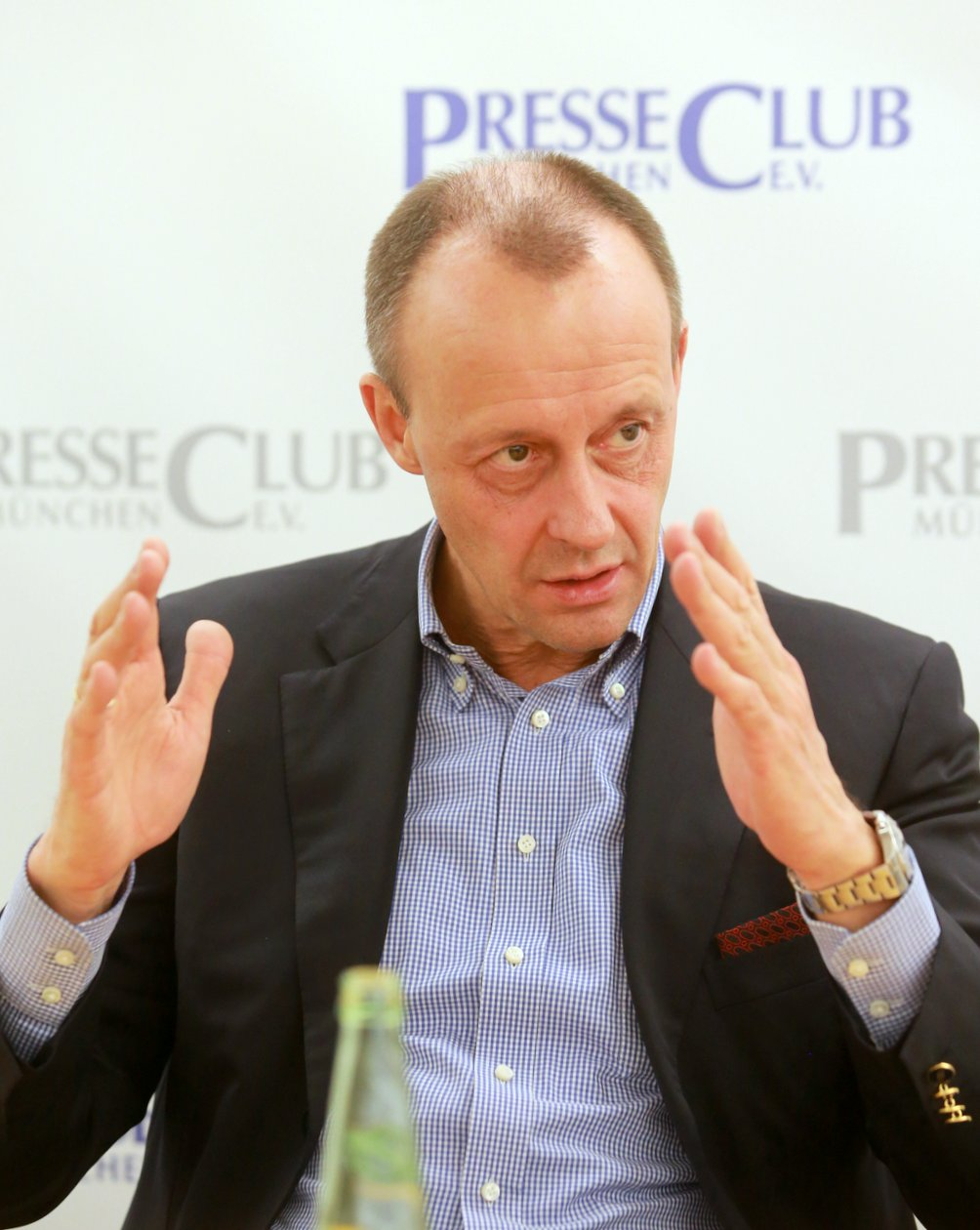
Friedrich Merz en 2017.
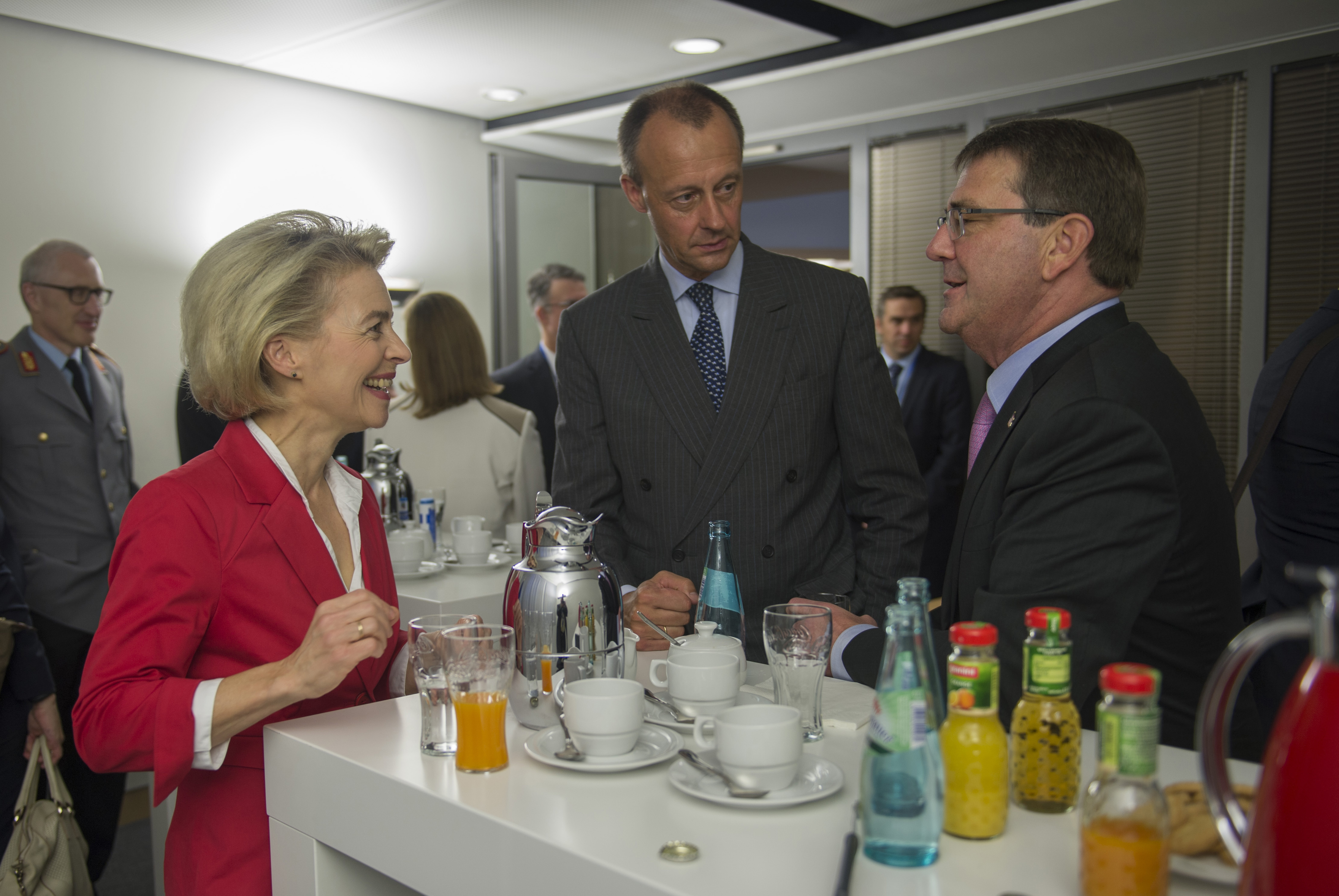
Friedrich Merz avec Ash Carter et Ursula von der Leyen en 2015.

### Candidat aux congrès de la CDU de 2018 etjanvier 2021
Angela Merkel annonce le 29 octobre 2018 qu'elle quittera prochainement ses fonctions de présidente fédérale de la CDU, qu'elle exerce depuis 2000, et qu'elle renoncera à la chancellerie après les élections fédérales de 2021. Friedrich Merz déclare sa candidature le 30 octobre pour la remplacer à la tête du parti. Il marque notamment la campagne par son opposition à la sortie du nucléaire et à l'accueil massif de réfugiés. Le 7 décembre 2018, il est battu au second tour par Annegret Kramp-Karrenbauer, alors la dauphine désignée de Merkel et donnée favorite avant l'élection, par 51,8 % contre 48,2 %,.
À la suite de la démission de Kramp-Karrenbauer annoncée le 10 février 2020, Merz se propose à nouveau pour la présidence du parti, scrutin pour lequel il part cette fois favori. Il est finalement battu de justesse par Armin Laschet, devenu le dauphin désigné d'Angela Merkel à la suite du retrait de Kramp-Karrenbauer.
Il est désigné candidat de la CDU/CSU aux élections fédérales allemandes de 2021 dans le Sauerland et il remporte de nouveau un siège de député.

### Président fédéral de la CDU et candidat à la chancellerie en 2025
Friedrich Merz est largement élu à la tête de la CDU avec 62,1 % des voix lors du 34e congrès du parti, dont le vote se tient en décembre 2021, avec plus de 36 points d'avance sur son plus proche adversaire, Norbert Röttgen. L'éternel rival d'Angela Merkel prend ses fonctions le 31 janvier 2022 et redevient président du groupe CDU/CSU au Bundestag le mois suivant. Cet événement est considéré comme étant l'échec d'Angela Merkel à assurer une succession dans sa lignée politique et une rupture officielle entre la CDU et ses années au pouvoir.
Friedrich Merz conduit la CDU/CSU, favorite dans les sondages, aux élections fédérales anticipées de 2025. Celle-ci arrive en tête avec 28,5 % des suffrages, suivie par l'Alternative pour l'Allemagne (AfD), qui réalise une percée historique avec 20,8 %, et le Parti social-démocrate d'Allemagne (SPD), qui n'obtient que 16,4 %. Avec 208 élus sur 630 sièges au Bundestag, il devra former une coalition pour gouverner,. Le 8 mars, il annonce aux côtés du président de la CSU Markus Söder et des co-présidents du SPD Saskia Esken et Lars Klingbeil la conclusion d'un accord de principe pour former un futur gouvernement commun, qui prévoit notamment une politique migratoire plus restrictive et une hausse du salaire minimum.
L'accord de coalition est conclu le 9 avril.

### Chancelier fédéral d’Allemagne
Lors du scrutin d'investiture au Bundestag le 6 mai suivant, Friedrich Merz échoue à être élu chancelier lors du premier tour du scrutin, une première dans l'histoire de la République fédérale, en ne remportant que 310 voix sur les 316 requises et sur les 328 de sa coalition. Lors d'un second vote tenu plus tard le même jour, il obtient 325 voix et se voit élu chancelier fédéral. Il prête ensuite serment puis est officiellement nommé par le président fédéral Frank-Walter Steinmeier,. Le chef de l'État procède ensuite à la nomination du nouveau gouvernement.

## Positionnement politique et prises de position
Friedrich Merz présente un positionnement conservateur sur les questions sociétales, comme les thématiques LGBT ou l'avortement, tout en défendant avant tout une orientation économique libérale orthodoxe. Il dénonce ainsi une bureaucratie paralysante et une fiscalité trop élevée. Représentant d'une « ligne plus droitière » qu'Angela Merkel, il garde une distance claire avec l’Alternative pour l'Allemagne (AfD) qu’il qualifie de « honte pour l’Allemagne », tout en refusant de serrer la main de ses élus.
Au niveau migratoire, il est opposé à la politique d'accueil de migrants en Allemagne décidée par Angela Merkel lors de la crise migratoire de 2015, ainsi qu'au droit d'asile.
Il prône en 2021 sur les questions de politique extérieure une ligne atlantiste, multipliant les commentaires élogieux sur Joe Biden, avec lequel il entend affirmer « le grand retour du partenariat transatlantique », soutenir l'OTAN et approfondir les traités de libre-échange.
En avril 2023 il critique la sortie du nucléaire de l'Allemagne, décidée par Angela Merkel en 2011 à la suite de la catastrophe de Fukushima. Selon Merz, aucun autre pays n'a réagi à la guerre en Ukraine et à l'aggravation de la situation de l'approvisionnement énergétique comme la République fédérale. Notant que 60 centrales nucléaires sont en construction dans le monde, il pose alors la question si l'Allemagne n'est pas le conducteur qui roule à contresens des autres pays. Il qualifie la date de fermeture des centrales nucléaires allemandes de « journée noire pour l'Allemagne ».
Durant la guerre russo-ukrainienne il est un défenseur sans ambiguïté de l’Ukraine. Selon lui, Berlin doit menacer de livrer des missiles de longue portée Taurus aux Ukrainiens si la Russie continue ses attaques contre les infrastructures civiles, un pas qu’Olaf Scholz a toujours refusé de franchir.
Il annonce en janvier 2025 être opposé à la parité hommes-femmes, aussi bien au sein du gouvernement dont il pourrait devenir le chef qu'au sein de son parti.  Il fait part de son intention de durcir les règles d'indemnisation du chômage, de réduire les impôts et les aides aux migrants. Consécutivement à l'attaque de Magdebourg, il promet « des mesures drastiques contre l'immigration » d'application immédiate. En ce qui concerne les relations internationales, il indique vouloir préparer l'Allemagne à une ère de conflits et précise que la première de ses priorités stratégiques est le rétablissement de la capacité allemande de dissuasion et de défense au  lieu de se battre pour « tout ce qui est bon pour le monde ».
Il s'affirme fermement pro-israélien en 2025 alors que la guerre à Gaza fait rage : « Il doit être à nouveau très clair que l’Allemagne n’est pas dans un entre-deux, mais qu’elle se tient très clairement aux côtés d’Israël », déclare t-il dans un discours de campagne, promettant de « mettre fin à cet embargo plus ou moins en vigueur contre les exportations d’armes à Israël » et jugeant « inconcevable » d’empêcher « un premier ministre d’Israël de se rendre en Allemagne ou ailleurs en Europe parce qu’il risque d’y être arrêté », faisant référence au mandat d’arrêt émis par la Cour pénale internationale à l'encontre de Benyamin Netanyahou pour crime contre l'humanité. Il affirme également que le soutien à Israël doit rester « une raison d’État » pour l'Allemagne. 
À propos de l'attaque israélienne de l'Iran en juin 2025, il déclare le 17 juin qu’Israël a « le courage » de faire « le sale boulot pour nous tous » en attaquant l’Iran, dont le pouvoir « a apporté la mort et la destruction dans le monde ».